# Parasponia
Parasponia é um género botânico pertencente à família Cannabaceae.